# Mario Adinolfi
Mario Adinolfi (Roma, 15 agosto 1971) è un giornalista, politico, giocatore di poker e blogger italiano.

## Biografia
Figlio dell'attore e dirigente statale Ugo Adinolfi e di un'immigrata australiana di nome Louis, giunta in Italia all'età di 21 anni, si laureò alla facoltà di Lettere presso l'Università La Sapienza di Roma.
Alla fine degli anni ottanta firmò articoli e servizi per i quotidiani cattolici Avvenire, Europa, Il Popolo, La Discussione, nonché per la Radio Vaticana. Nel 1997 superò l'esame per l'iscrizione all'albo dei giornalisti, ottenendo il premio Ilaria Alpi per il miglior esame sostenuto.
Dal 1996 al 2001 lavorò presso la Rai al TG1. È autore e conduttore di programmi radiofonici e televisivi per l'emittente pubblica, Settimo giorno, e, dal 2004, per varie emittenti private: Contro Adinolfi, 70in2 con Daniele Capezzone, Polifemo, Domani è Tardi, il Tornasole, Morning Show.
Nel 2001 venne nominato responsabile della comunicazione dell'Istituto per il Commercio Estero (ICE).
Dal 2005 al 2010 condusse Contro Adinolfi, un programma di interviste in onda su Nessuno Tv e su Radio Città Futura.
Dal 2007 al 2008 diresse su MTV Italia il programma Pugni in Tasca dove ha affrontato temi riguardanti la mafia, la precarietà, le ingiustizie sociali, le discriminazioni e i disagi familiari dei giovani.
Dal febbraio 2015 tiene una rubrica settimanale intitolata Il mormorio di un vento leggero dai microfoni di Radio Maria.

### Vita privata
Si è sposato all'età di 20 anni con Elena Banzi, con la quale ha una figlia, Livia. Divorziò dieci anni dopo. Nel luglio 2013 sposò Silvia Pardolesi presso il Cosmopolitan Hotel di Las Vegas, in Nevada. Dalla nuova moglie ebbe 2 figlie.

### Carriera politica
Durante la sua carriera politica ha militato dapprima nella Democrazia Cristiana e poi, con l'avvento del bipolarismo, nell'area centrista del centro-sinistra. Nel 1993 divenne il più giovane membro dell'Assemblea costituente del Partito Popolare Italiano. Nel 1994 venne eletto presidente nazionale dei Giovani popolari, quindi diventò membro dell'esecutivo nazionale del PPI. Nel 2001 fondò il movimento "Democrazia Diretta", con il simbolo della chiocciola, con cui si candidò a sindaco di Roma alle elezioni amministrative del 13 maggio 2001 ottenendo 1 587 voti (0,1% dei consensi) ed appoggiando al secondo turno l'elezione a primo cittadino di Walter Veltroni.
Il partito Democrazia Diretta partecipò in autonomia alla campagna elettorale del 2003 e nel 2005 fece parte della lista civica regionale che sosteneva Piero Marrazzo.
Sulla testata Europa, tenne una rubrica quotidiana. Nel 2006 fondò l'associazione per il Partito Democratico "Generazione U", animata da alcuni blogger under 40 di centrosinistra.
Scrisse saggi e romanzi sui temi generazionali e sul ruolo del web nell'emancipazione dei nati negli anni settanta e ottanta, tra cui Email-lettera dalla generazione invisibile (Halley editrice, 1999), Mundial (Halley editrice, 2004) e La ricerca della costante (AlibertiCastelvecchi, 2010).
Il 18 luglio 2007 si candidò alla guida del Partito Democratico, con la lista "Generazione U", presentando la sua candidatura alle elezioni primarie con una dichiarazione pubblicata su La Stampa. Ottenne solo 5 906 voti, pari al 0,17% dei consensi, ma entrò di diritto nell'assemblea costituente del partito, che lo elesse tra i cento componenti della commissione che ne scriveva lo statuto. È stato membro della direzione nazionale del PD, e vicedirettore di RED TV, dove condusse il programma di interviste Finimondo, prima di fondare e diventare nel 2010 direttore di The Week, settimanale specializzato sul gioco del poker e avente come target i giovani.
Alle elezioni politiche del 2008 si candidò alla Camera con il Partito Democratico nella circoscrizione Lazio 1, al numero 18 della lista, risultando primo dei non eletti. Il 25 giugno 2009 si candidò nuovamente alla segreteria nazionale del PD, presentando una mozione congressuale pubblicata sul quotidiano Europa. Decise poi di confluire a sostegno di Dario Franceschini. Il 13 giugno 2012 diventò deputato subentrando a Pietro Tidei, dimissionario in quanto eletto sindaco di Civitavecchia.
Nel luglio 2011 manifestò su Twitter il suo essere a favore della pregiudiziale di costituzionalità sollevata in Parlamento contro la proposta di legge di introdurre l'omofobia come aggravante per i crimini d'odio, commentando ironicamente di voler aggiungere inoltre una norma contro la "ciccionofobia".
Il 28 settembre 2011 lasciò il Partito Democratico, in dissenso con il segretario Pier Luigi Bersani.
Nell'ottobre del 2012 si candidò alle primarie del centrosinistra indette per eleggere il candidato Sindaco di Roma, ma l'11 dicembre ritirò la candidatura decidendo di appoggiare Paolo Gentiloni.
Appoggiò Matteo Renzi nella candidatura come segretario alle elezioni primarie del centrosinistra. Alla vigilia delle elezioni politiche del febbraio 2013, decise di sostenere, "in continuità con le battaglie svolte insieme nel PD, le idee di Pietro Ichino e l'agenda Monti" e alle elezioni politiche 2013 votò Scelta Civica di Mario Monti alla Camera e M5S al Senato.
Nel 2017 dichiarò che si sarebbe candidato a sindaco di Ventotene, ponendo come primo punto del suo programma la costruzione di una "nuova Europa cristiana" ma successivamente non si presentò con nessuna lista..

#### Il Popolo della Famiglia
Il Popolo della Famiglia venne fondato l'11 marzo 2016 da Mario Adinolfi insieme a Gianfranco Amato e Nicola Di Matteo. Il partito, ispirato ai valori cristiani, nacque con l'intenzione di dare una rappresentanza politica a tutte le persone che parteciparono ai Family Day in Piazza San Giovanni il 20 giugno 2015 e al Circo Massimo il 30 gennaio 2016. Adinolfi venne nominato Presidente del nuovo partito, Amato ne divenne segretario, mentre Di Matteo, coordinatore.
Nel giugno del 2017, alle elezioni amministrative, Il Popolo della Famiglia ottenne un risultato marginale in quasi tutti i 16 comuni nei quali si era presentato, piazzandosi quasi ovunque all'ultimo posto fra le forze politiche candidate.
Il PdF partecipò alle elezioni politiche del 2018, ottenendo tuttavia solo lo 0,67% dei voti alla Camera e lo 0,70% dei voti al Senato, senza ottenere nessun seggio.
Alle elezioni regionali in Piemonte del 2019 il PdF partecipò candidando alla carica di Presidente della Giunta regionale del Piemonte Valter Boero. In tale occasione il candidato presidente del partito ottenne lo 0,73%, pari a 15 923 voti di preferenza, mentre la lista ottenne lo 0,64%, pari a 12 250.
Alle concomitanti elezioni per il rinnovo del Parlamento Europeo, il Popolo della Famiglia presentò una lista comune con Alternativa Popolare, che ottenne complessivamente 114 531 voti corrispondenti allo 0,43%, ben al di sotto della soglia di sbarramento del 4% necessaria per avere eletti.
Alle elezioni regionali in Emilia-Romagna del 2020, presenta una lista unica con Cambiamo! a sostegno della candidata del centro-destra Lucia Borgonzoni: la lista ottiene lo 0,29% senza eleggere consiglieri regionali. Nello stesso anno, alle elezioni regionali in Liguria, presenta una lista unica con la Democrazia Cristiana a sostegno di Gaetano Russo; la lista ottiene lo 0,22%, pari a 1 361 voti, non riuscendo a eleggere nessun consigliere regionale.
Alle elezioni amministrative del 2022, Adinolfi si presenta come candidato sindaco a Ventotene, senza però ottenere nemmeno un voto, mentre il Popolo della Famiglia si è presentato in altri 19 comuni, ottenendo perlopiù risultati intorno al punto percentuale e, come migliori risultati, il 20,4% ad Averara, 6,7% in lista congiunta con Forza Italia a Mirano, il 5,7% a Riolo Terme.

#### Alternativa per l’Italia
Il 10 luglio 2022 fonda la coalizione Alternativa per l’Italia con Simone Di Stefano, ex-vicepresidente del movimento di estrema destra CasaPound, raccogliendo firme per le politiche di settembre 2022, con un programma di opposizione radicale alle politiche del Governo Draghi, al Certificato COVID digitale dell'UE e anti-atlantista. Nelle elezioni politiche del 2022 la coalizione ottiene circa cinquantaseimila voti, pari allo 0,15% al senato e allo 0,06 alla camera.

### Voglio la mammaeLa Croce
Nel marzo 2014 Adinolfi pubblicò con il servizio youcanprint.it il libro Voglio la mamma, in cui contesta quelli che egli definisce i "falsi miti di progresso" (aborto, eutanasia, matrimonio omosessuale, surrogazione di maternità), invitando la sinistra a stare dalla parte dei più deboli: il bambino non ancora nato, l'anziano ed il malato grave, il neonato che vuole la mamma.
Il 21 ottobre 2014 fondò il quotidiano La Croce, di cui fu direttore responsabile, pubblicato sul web e distribuito in edicola dal 13 gennaio 2015 al 16 maggio 2015. L'edizione cartacea non ebbe successo e viene ritirata dalle vendite dopo solo quattro mesi e tre giorni. Restò, su abbonamento, l'edizione online che tuttavia, nel 2016, iniziò a perdere la regolarità di uscita quotidiana.

### Poker
È stato il primo italiano ad arrivare al tavolo finale del World Poker Tour, piazzandosi al sesto posto nel maggio 2009 al Casinò di Venezia. Nel marzo 2011 ha centrato un altro tavolo finale WPT, chiudendo al quarto posto la tappa di Vienna.
Dal 2009 è anche autore del "Mario Adinolfi Italian blog", nel quale racconta la sua vita di giocatore professionista di poker, nella squadra di Full Tilt. Nel giugno 2012 ha riferito alla trasmissione radio La Zanzara di aver guadagnato, negli ultimi tre anni, circa 250000 € grazie alle vincite conseguite nelle competizioni di poker.

## Posizioni politiche e personali
Mario Adinolfi si dichiarò fortemente europeista ribadendo che i suoi punti di riferimento sono Tony Blair, che Adinolfi ha definito come: "il più grande leader che il Partito Laburista abbia avuto", e Bill Clinton. Successivamente, dopo aver sostenuto Matteo Renzi salvo poi rinnegarlo a causa delle sue posizioni troppo progressiste, ha incominciato a ispirarsi a Donald Trump.
Si è detto favorevole alla riforma Fornero per l'innalzamento dell'età pensionabile: "La Fornero è stata una salvezza per l’Italia, le sue lacrime erano vere, perché la coperta è corta e a farne veramente le spese sono i 29 milioni di giovani che sono già esodati, mentre 21 milioni di italiani campano succhiando la zizza dello Stato: i dipendenti pubblici e i pensionati".
Adinolfi si disse contrario alla surrogazione di maternità, alle adozioni da omosessuali, alla stepchild adoption e a ogni forma di unione omosessuale, sebbene in varie occasioni antecedenti al 2013, anno della sua uscita dal Partito Democratico, avesse aperto alle unioni civili. Mario Adinolfi espresse anche posizioni contrarie alla legalizzazione di tutte le droghe e all'eutanasia.
Ha dichiarato che "gli animali non vanno in paradiso, non hanno anima" e che "gli occhi del vitellino non mi commuovono, preferisco la scaloppina cucinata bene". L'affermazione che gli animali non abbiano l'anima contrasta con le dichiarazioni di papi come Giovanni Paolo II e Francesco, seppure sia compatibile con la visione tradizionalista cristiana che vede negli animali uno strumento per soddisfare le esigenze dell'uomo.

## Polemiche e controversie

### Terra dei fuochi
Il 5 ottobre del 2013 è stato al centro di polemiche per un suo tweet inerente agli abitanti del territorio campano Terra dei fuochi: "Si sono fatti devastare tacendo dalla camorra che ha interrato per anni rifiuti tossici, ora fanno le manifestazioni. Che popolo di merda".

### Alessandro Sallusti
Adinolfi è stato oggetto di critiche da parte del giornalista Alessandro Sallusti nel corso di una puntata del programma televisivo Agorà, trasmessa su Rai Tre nel dicembre 2010. In tale occasione Sallusti, che riteneva che Adinolfi avesse sottovalutato l'episodio di un agente della Guardia di Finanza aggredito durante una manifestazione studentesca, gli aveva "augurato" di essere picchiato lui per vedere se avrebbe sottovalutato anche in tal caso un episodio di violenza. L'8 gennaio 2011, dopo un'aggressione subita da un gruppo di ragazzi, ha ricordato che Sallusti, in quella occasione, gli aveva augurato di essere picchiato.

### Truffa dei Parioli e manifesti abusivi
Il nome di Mario Adinolfi, accanto all'importo di 338 878,23 euro versati e 363 341,20 euro incassati, compare nella lista, resa nota il 19 aprile 2011, dei 1 600 clienti romani di Gianfranco Lande, il cosiddetto "Madoff dei Parioli", ma Adinolfi smentì: "La mia posizione è stata usata per coprire qualcun altro, versai solo cinquanta milioni di lire a metà degli Anni Novanta e ne ritirai settanta nel 2000 quando sentii puzza di bruciato".
Durante la corsa alle elezioni amministrative del 2016 per la città di Roma, Adinolfi è stato al centro dell'attenzione mediatica a causa di alcune centinaia di manifesti elettorali abusivi appesi in tutta la capitale aventi come soggetto il logo del suo partito (Il Popolo della Famiglia), una sua foto e la dicitura: "Adinolfi sindaco".

### Sottomissione della donna
Nel gennaio 2015 in un'intervista alla trasmissione radiofonica La Zanzara su Radio 24 dichiarò che nel matrimonio la donna deve essere sottomessa al marito, chiarendo tuttavia che "sottomessa non significa che non c'è la parità, sono due cose diverse". Secondo Adinolfi infatti, che dichiarò in realtà di avere preso spunto dalla giornalista Costanza Miriano, la sottomissione della donna deve essere intesa nel senso di pietra fondante della famiglia, cioè di ruolo centrale e perno di essa. Ciò sempre a rinsaldare i concetti di "falsi" miti di progresso che vedrebbero la donna emancipata anche dal suo ruolo primario di madre e appunto centro della famiglia.

### Uso del preservativo e malattie veneree
Adinolfi ha più volte ribadito la sua contrarietà all'utilizzo del profilattico e ha dichiarato che tale oggetto non abbia alcuna capacità di limitare il contagio delle malattie veneree come l'HIV: "È solo propaganda. La soluzione è la sessualità responsabile. In Africa muoiono perché non c’è una sessualità responsabile, non perché non usano il condom".

### Accuse di omofobia e transfobia
Sulla sua pagina di Facebook ha scritto di Alfonso Signorini rivolgendogli il termine "frocetto", scatenando polemiche da parte degli esponenti del movimento LGBT italiano. Commentando poi l'intervista dell'ex presidente della regione Lazio Piero Marrazzo fatta da Concita De Gregorio per la Repubblica, in cui si disse che "i transessuali sono donne all'ennesima potenza", Adinolfi scrisse su Facebook che le donne transessuali non sono donne all'ennesima potenza, bensì “moderni ircocervi, uomini con finte tette di silicone che fanno solo tristezza".
Adinolfi ha attaccato il film di animazione Kung Fu Panda 3 prima dell'uscita nei cinema in quanto, secondo lui, incentiverebbe il "genderismo" dato che il protagonista "Ha due papà: così si fa il lavaggio del cervello gender ai bambini". Sebbene i due padri non abbiano alcun tipo di relazione affettiva tra loro, tale affermazione ha portato a vietare la visione del film in una scuola materna con la motivazione di "propaganda gender". La polemica ha anche coinvolto Fabio Volo, doppiatore italiano del panda Po, che ha telefonato allo stesso Adinolfi facendogli notare che anche Gesù ebbe due padri, Dio e San Giuseppe, ottenendo come risposta "questo parallelo lo eviterei proprio, entri in un territorio di oggettiva blasfemia".
Mario Adinolfi il 23 giugno 2016 decise di lasciare la piattaforma di Facebook a causa delle molte segnalazioni fatte da utenti che hanno portato al blocco, ma non al ban, del suo account, e per molto tempo. Le segnalazioni scaturirono dopo la strage di Orlando del 12 giugno 2016, che causò 49 morti della comunità LGBT, quando molti utenti fecero notare, su internet, l'incoerenza tra un tweet nel quale Mario Adinolfi si rammaricava per la strage e condannava l'atto di violenza, rispetto a un post che lo stesso Adinolfi, mesi prima, aveva pubblicato su Facebook, sul suo profilo, in cui invitava a "prendere i fucili" nei confronti della legge Cirinnà, legge riguardanti le unioni civili in Italia. Mario Adinolfi, per il suo abbandono da Facebook, diede anche la colpa a un forte forma di stalking che avrebbe subito da persone non identificate, a causa delle sue attività sui social network e non solo. Tale decisione però durò poco più di un mese perché il 28 luglio 2016 riprese la pubblicazione sulla sua pagina Facebook con un post in cui annunciava la creazione del "Popolo della Famiglia TV".
Il 23 luglio 2016 Adinolfi fu al centro dell'attenzione mediatica a causa di un tweet riguardante la prostituzione e gli omosessuali: "Avrei voluto essere il ribelle di una società bigotta, ma in una società di troie e rottinculo l'unica ribellione possibile è essere bigotti".

### Teoria del complotto sull'ideologia gender
Adinolfi assieme al partito da lui fondato, Il Popolo della Famiglia, sostenne l'esistenza di una teoria del complotto sull'ideologia del gender, secondo la quale vi sarebbe un processo di manipolazione culturale da parte delle lobby LGBT.
La teoria secondo la quale le lobby LGBT manipolano l'informazione è fortemente contrastata e considerata del tutto inattendibile, poiché riprende false credenze diffuse già a metà degli anni '90 negli ambienti dell'Opus Dei, al fine di ostacolare la diffusione di idee differenti dalla posizione cattolica romana.

### Eutanasia e il caso dj Fabo
Il 27 febbraio 2017 Mario Adinolfi, dopo la morte (per eutanasia) di dj Fabo, ha postato sulla sua pagina facebook la seguente dichiarazione:
Tale intervento portò alla sospensione del suo account Facebook per un mese dal social network. Per la frase «Hitler almeno i disabili li eliminava gratis» vinse il premio "peggio del 2017" del settimanale L'Espresso.

### Caso Harvey Weinstein
Il 18 ottobre 2017, a seguito dell’intervista di Asia Argento relativa agli abusi da lei subiti dal produttore americano Harvey Weinstein rilasciata alla giornalista Bianca Berlinguer e andata in onda sul programma televisivo Carta bianca di Rai 3, Adinolfi viene bloccato da Facebook per aver scritto, subito dopo la trasmissione, un post, poi cancellato da Facebook, dove paragonava l’attrice ad una prostituta.

## Opere
- Guida ragionata ai programmi politici del Polo e dell'Ulivo. Elezioni politiche 21 aprile 1996, Roma, Banzi, 1996.
- Email. Lettera dalla generazione invisibile, Roma, La locomotiva, 1999, ISBN 88-87484-01-5.
- Email. Lettera dalla generazione invisibile, Matelica, Halley, 2004, ISBN 88-7589-061-7.
- Mundial o della perdita dell'innocenza, Matelica, Halley, 2004, ISBN 88-7589-062-5.
- Il Conclave. Storia, regole e protagonisti dell'elezione più misteriosa del mondo, Matelica, Halley, 2005, ISBN 88-7589-071-4.
- Guida alle elezioni del 9 e 10 aprile 2006. I programmi elettorali integrali, come si vota, i protagonisti, gli scenari politici, 2006, ISBN 978-88-87484-02-1.
- Generazione U. Storia e idee di un blogger che vuole cambiare l'Italia, Matelica, Halley, 2007, ISBN 978-88-89920-15-2.
- La ricerca della costante. [Il primo romanzo italiano sul poker], Roma, Castelvecchi, 2010, ISBN 978-88-6431-000-8.
- Voglio la mamma. Da sinistra, contro i falsi miti di progresso, Tricase, Youcanprint, 2014, ISBN 978-88-911-3157-7.
- Voglio la mamma 2015. Contro i falsi miti di progresso nella notte in cui tutte le vacche sono nere, Tricase, Youcanprint, 2015, ISBN 978-88-911-6582-4.
- O capiamo o moriamo, Tricase, Youcanprint, 2017, ISBN 978-88-926-8492-8.
- Storia del terrorismo in Italia. L'oblio delle vittime, il potere dei carnefici, Youcanprint, 2018, ISBN 978-88-278-2511-2.

## Collaborazioni editoriali

### Quotidiani
- Il Popolo (1989-2003)
- Avvenire (1992-1994)
- Europa (2003-2006)
- La Discussione (2006-2010)
- The Week (2010-2011)
- La Croce (dal 2014)

### Settimanali
- The Poker Week (2011)

## Musica

### EP
- 2007- Australia Downunder[107]

## Televisione
- Doppio slalom (Canale 5, 1986) concorrente
- Settimo giorno (Rai 1, 1995-1997), autore
- TG1 (Rai 1, 1996-2001) inviato
- Reporter (Nessuno TV, 2004-2005)
- Contro Adinolfi (RED TV, 2005-2010)
- Il tornasole (Rai 2, 2006)
- 70 in 2 (Nessuno TV, 2006-2007)
- Polifemo (Nessuno TV, 2006-2008)
- Pugni in tasca (MTV Italia, 2007-2008)
- Finimondo (RED TV, 2008-2010)
- Partita Democratica (RED TV, 2009)
- Morning Show (RED TV, 2009-2010)
- Pomeriggio Cinque (Canale 5, 2010-2012) opinionista
- L'isola dei famosi (Canale 5, 2025) concorrente

## Radio
- Radiogiornale (Radio Vaticana, 1993-1996)
- Contro Adinolfi (Radio Città Futura, 2005-2010)
- Domani è tardi (Radio Città Futura, 2005/2006)
- 70 in 2 (Radio Città Futura, 2006/2007)
- Il mormorio di un vento leggero (Radio Maria, 2015/2016)